# Persone di cognome Coppola
| Questa pagina contiene informazioni ricavate automaticamente dalle voci biografiche con l'ausilio del template Bio e di un bot. L'aggiornamento è periodico e automatico e ricostruisce completamente la pagina. Se manca una persona in questa lista, sei pregato di non aggiungerla, ma accertati piuttosto che la sua voce biografica contenga il template Bio e che i dati anagrafici siano correttamente compilati. Se il template Bio manca, inseriscilo tu stesso o, in alternativa, metti l'avviso {{tmp\|Bio}} che ne segnala la mancanza. Se i dati riportati sono sbagliati, correggi direttamente la voce biografica; le modifiche saranno visibili in questa lista entro pochi giorni. Per chiarimenti vedi il progetto antroponimi. La lista contiene solo le 65 persone che sono citate nell'enciclopedia e per le quali è stato implementato correttamente il template Bio. Pagina aggiornata al 23 apr 2025. |

Questa è una lista di persone presenti nell'enciclopedia che hanno il cognome Coppola, suddivise per attività principale.

## Allenatori di calcio(4)
- Ferdinando Coppola, allenatore di calcio e ex calciatore italiano (Napoli, n. 1978)
- Manuel Coppola, allenatore di calcio e ex calciatore italiano (Roma, n. 1982)
- Maurizio Coppola, allenatore di calcio e ex calciatore italiano (Roma, n. 1965)
- Nicola Coppola, allenatore di calcio e ex calciatore italiano (Mondragone, n. 1962)

## Architetti(1)
- Silvio Coppola, architetto, designer e grafico italiano (Brindisi, n. 1920 - Milano, † 1985)

## Arcivescovi cattolici(1)
- Franco Coppola, arcivescovo cattolico italiano (Maglie, n. 1957)

## Armatori(2)
- Francesco Coppola, armatore italiano (n. 1420 - † 1487)
- Loise Coppola, armatore italiano († 1483)

## Attori(5)
- Nicolas Cage, attore e produttore cinematografico statunitense (Long Beach, n. 1964)
- Andrea Coppola, attore italiano (Lecce, n. 1950)
- Gian-Carlo Coppola, attore statunitense (Los Angeles, n. 1963 - Annapolis, † 1986)
- Pierluigi Coppola, attore italiano (Foligno, n. 1977)
- Sam Coppola, attore statunitense (Jersey City, n. 1932 - Leonia, † 2012)

## Attrici(3)
- Alicia Coppola, attrice, modella e scrittrice statunitense (New York, n. 1968)
- Cosima Coppola, attrice e danzatrice italiana (Taranto, n. 1983)
- Talia Shire, attrice statunitense (New York, n. 1946)

## Autori televisivi(1)
- Massimo Coppola, autore televisivo, editore e regista italiano (Salerno, n. 1972)

## Avvocati(1)
- Giacomo Coppola, avvocato e politico italiano (Altomonte, n. 1797 - Napoli, † 1872)

## Calciatori(3)
- Carmine Coppola, ex calciatore italiano (Pollena Trocchia, n. 1979)
- Diego Coppola, calciatore italiano (Bussolengo, n. 2003)
- Guglielmo Coppola, ex calciatore italiano (Roma, n. 1962)

## Canottieri(1)
- Steven Coppola, canottiere statunitense (Buffalo, n. 1984)

## Cantautori(1)
- Fabrizio Coppola, cantautore italiano (Milano, n. 1974)

## Cantautrici(1)
- Imani Coppola, cantautrice e violinista statunitense (New York, n. 1978)

## Compositori(3)
- Anton Coppola, compositore e direttore d'orchestra statunitense (New York, n. 1917 - New York, † 2020)
- Carmine Coppola, compositore, direttore d'orchestra e flautista statunitense (New York, n. 1910 - Los Angeles, † 1991)
- Pietro Antonio Coppola, compositore italiano (Castrogiovanni, n. 1793 - Catania, † 1876)

## Danzatori(1)
- Vito Coppola, ballerino e personaggio televisivo italiano (Eboli, n. 1992)

## Doppiatrici(1)
- Piera Coppola, doppiatrice statunitense (Filadelfia, n. 1968)

## Filologi(1)
- Goffredo Coppola, filologo classico, saggista e politico italiano (Guardia Sanframondi, n. 1898 - Dongo, † 1945)

## Fisici(1)
- Mario Coppola, fisico italiano (Roma, n. 1937 - Roma, † 2011)

## Fumettisti(2)
- Alessio Coppola, fumettista italiano (Roma, n. 1958)
- Luigi Coppola, fumettista italiano (Napoli, n. 1957)

## Generali(1)
- Vincenzo Coppola, generale italiano (Roma, n. 1954)

## Giocatori di calcio a 5(1)
- Francesco Coppola, ex giocatore di calcio a 5 italiano (Palermo, n. 1970)

## Giocatrici di calcio a 5(1)
- Katia Coppola, giocatrice di calcio a 5 e ex calciatrice italiana (Como, n. 1993)

## Giornalisti(1)
- Aniello Coppola, giornalista italiano (Pomigliano d'Arco, n. 1924 - Roma, † 1987)

## Giuristi(1)
- Raffaele Coppola, giurista italiano (Roma, n. 1942)

## Illustratori(1)
- Gianluigi Coppola, illustratore e fumettista italiano (Chiavari, n. 1928 - Genova, † 2015)

## Imprenditori(1)
- Danilo Coppola, imprenditore italiano (Roma, n. 1967)

## Mafiosi(2)
- Frank Coppola, mafioso italiano (Partinico, n. 1899 - Aprilia, † 1982)
- Michael Coppola, mafioso statunitense (New York, n. 1900 - Boston, † 1966)

## Medici(1)
- Renato Coppola, medico e politico italiano (Caserta, n. 1925 - Caserta, † 2007)

## Mercanti(1)
- Matteo Coppola, mercante italiano († 1508)

## Militari(1)
- Nunzio Coppola, militare italiano (Volla, n. 1973)

## Pedagogisti(1)
- Francesco Coppola, pedagogista e scrittore italiano (Altomonte, n. 1858 - Spezzano Albanese, † 1926)

## Pianisti(1)
- Antonio Coppola, pianista, compositore e direttore d'orchestra italiano (Roma, n. 1956)

## Piloti motociclistici(1)
- Alfonso Coppola, pilota motociclistico italiano (Scafati, n. 1997)

## Pittori(3)
- Carlo Coppola, pittore italiano (Napoli, n. 1620 - Napoli, † 1686)
- Giovanni Andrea Coppola, pittore italiano (Gallipoli, n. 1597 - Gallipoli, † 1659)
- Mario Coppola, pittore italiano (Enna, n. 1934)

## Politici(3)
- Francesco Coppola, politico e giornalista italiano (Napoli, n. 1878 - Anacapri, † 1957)
- Mattia Coppola, politico italiano (Casal di Principe, n. 1922)
- Paolo Coppola, politico italiano (Roma, n. 1973)

## Psichiatri(1)
- Alfredo Coppola, psichiatra e neurologo italiano (Palermo, n. 1888 - Palermo, † 1957)

## Registe(2)
- Gia Coppola, regista, sceneggiatrice e attrice statunitense (Los Angeles, n. 1987)
- Sofia Coppola, regista, sceneggiatrice e attrice statunitense (New York, n. 1971)

## Registi(3)
- Christopher Coppola, regista e produttore cinematografico statunitense (n. 1962)
- Francis Ford Coppola, regista, sceneggiatore e produttore cinematografico statunitense (Detroit, n. 1939)
- Roman Coppola, regista, attore e produttore cinematografico statunitense (Neuilly-sur-Seine, n. 1965)

## Religiose(1)
- Maria Raffaela Coppola, religiosa italiana (Casal di Principe, n. 1883 - Napoli, † 1922)

## Sciatori alpini(1)
- Manuel Coppola, ex sciatore alpino italiano (n. 1968)

## Vescovi cattolici(3)
- Francesco Maria Coppola, vescovo cattolico italiano (Nicotera, n. 1773 - Oppido Mamertina, † 1851)
- Giovanni Carlo Coppola, vescovo cattolico, poeta e abate italiano (Gallipoli, n. 1599 - Muro Lucano, † 1652)
- Giuseppe Coppola, vescovo cattolico italiano (Napoli, n. 1698 - Napoli, † 1767)